# چیگوی لوکائو
چیگوی لوکائو (انگلیسی: Chiguy Lucau؛ زادهٔ ۴ اوت ۱۹۸۴) بازیکن فوتبال اهل فرانسه است.
از باشگاه‌هایی که در آن بازی کرده‌است می‌توان به باشگاه فوتبال پلیس یونایتد، باشگاه فوتبال لو مان، باشگاه فوتبال سدان، و باشگاه فوتبال پاری سن ژرمن اشاره کرد.
وی همچنین در تیم ملی فوتبال جمهوری دموکراتیک کنگو بازی کرده‌است.